# Tom Sharkey
Thomas J. Sharkey (Dundalk, 26 de novembro de 1873 - São Francisco, 17 de abril de 1953) foi um pugilista americano, pretenso campeão mundial dos pesos-pesados de 1896 a 1897.

## Biografia
Tom Sharkey nasceu na Irlanda, porém, em sua juventude, fugiu de casa e foi morar nos Estados Unidos. Chegando à Nova Iorque, em 1892, alistou-se à Marinha e foi enviado para o Havaí.
Entre 1893 e 1894, Sharkey restringiu-se a lutar boxe apenas nas arenas de Honolulu, porém, com as vitórias se acumulando em seu cartel, Sharkey decidiu tentar alçar voos mais altos. 
Em 1896, Sharkey fez sua primeira luta contra um grande adversário, quando enfrentou Joe Choynski. Essa luta acabou durando apenas oito rounds, sendo que Sharkey foi declarado o vitorioso nos pontos.
A seguir, ainda em 1896, Sharkey enfrentou o campeão dos pesos-pesados Jim Corbett, que impressionado com a vitória de Sharkey sobre Choynski decidiu desafiar o jovem boxeador. Interrompida pela polícia no quarto assalto, o resultado final da luta foi um empate.
Porém, como Corbett estava há dois anos sem lutar, inclusive tendo até anunciado sua intenção de não mais voltar aos ringues, esse encontro entre Corbett e Sharkey não foi uma luta pelo título mundial dos pesos-pesados, que em 1895 tinha sido reclamado pelo irlandês Peter Maher e, em seguida, pelo britânico Bob Fitzsimmons.
Desta forma, em 1896, quando Sharkey derrotou Fitzsimmons, em uma luta de resultado bastante controverso, ele havia se tornado o novo campeão mundial dos pesos-pesados. Todavia, quando Corbett decidiu oficializar seu retorno aos ringues em 1897, o título de Sharkey se evaporou da noite para o dia. 
Talvez perturbado pela invalidação de seu título, Sharkey passou a se comportar intempestivamente, como pôde ser visto na sua luta contra Joe Choynski realizada em 1898. No oitavo assalto, Sharkey avançou sobre Chonyski nas cordas, que acabou sendo atirado para fora do ringue. O árbitro decidiu então encerrar a luta, declarando um empate. Em resposta, Sharkey partiu para cima do árbitro, ao que foi necessário a intervenção da polícia.
Mais tarde, ainda em 1898, Sharkey voltou a enfrentar Corbett, que àquela altura já havia perdido seu título para Bob Fitzsimmons. Sharkey derrubou Corbett no segundo round e continuou dominando a luta, que terminou no nono assalto, quando o assistente de Corbett invadiu o ringue. O árbitro prontamente desqualificou Corbett.
A vitória sobre Corbett pôs Sharkey de volta na corrida pelo título dos pesados, sendo que, em sua luta seguinte, Sharkey teve pela frente o perigoso Charles Kid McCoy. Porém, com um nocaute no décimo assalto, Sharkey superou McCoy e colocou-se em posição de desafiar o campeão James Jeffries.
A luta entre Jeffries e Sharkey, valendo o título mundial dos pesos-pesado, foi o segundo encontro desse dois lutadores, que já haviam se enfrentado antes, com vitória apertada de Jeffries nos pontos. Neste segundo encontro, acontecido em 1899, para tristeza de Sharkey, o resultado acabou não sendo diferente. Em uma luta bastante disputada, que chegou ao fim de seus vinte e cinco assaltos, Jeffries foi declarado o vencedor.
Após perder a luta para Jeffries, Sharkey ainda manteve-se combativo durante o ano de 1900, porém, nos anos que se seguiram, ele passou a lutar de maneira cada vez mais esporádica, até que enfim encerrou sua carreira em 1904.
Em 2003, Tom Sharkey jutou-se a seleta galeria de boxeadores imortalizados no International Boxing Hall of Fame. 